# 仙台幸子 (プロレスラー)
仙台 幸子（せんだい さちこ、本名：十文字 幸子（じゅうもんじ さちこ）、1989年12月26日 - ）は、日本の元女子プロレスラー。
宮城県仙台市出身。センダイガールズプロレスリング所属。
同じくセンダイガールズに所属する姉・DASH・チサコと共に「十文字姉妹」と呼ばれている。
デビュー時の名前は金成 幸子（かなり さちこ）。

## 所属
- センダイガールズプロレスリング（2006年 - 2016年）

## 経歴・戦歴
- 2006年7月9日、仙台サンプラザで行われたセンダイガールズ旗揚げ戦の第1試合で、井上京子相手にデビュー。
- 2007年8月28日、9月8日の仙台大会から仙台の招福キャラクター「仙台幸子」に改名することが発表された。
- 2009年
  - 2月1日、息吹・新木場大会、松本浩代の持つJWPジュニア二冠王座に挑戦するも、王座獲得に失敗
  - 3月29日・4月19日、仙女主催「第二回じゃじゃ馬トーナメント」で優勝。
  - 5月31日、息吹・後楽園ホール大会で試合中、負傷。左足首骨折と靭帯断裂と診断。1年間の欠場を余儀なくされる。
- 2010年
  - 4月9日、Zepp仙台大会で復帰。
- 2011年
  - 1月、沖縄プロレス留学を開始
  - 3月11日、東北地方太平洋沖地震（東日本大震災）並びに福島第一原発事故発生に伴い、仙台帰還の延期を決定。
  - 5月23日、留学を終了。
  - 9月、姉・チサコと共にツイッターを開始。
- 2014年
  - 4月1日、膝の負傷のため手術することになり発表。翌2日に手術を行った。またこれに伴いJWP認定タッグ王座＆デイリースポーツ認定女子タッグ王座を返上。
  - 6月の仙台大会より試合前に幸子の部屋と言うコーナーを行う。第一回のゲストは旧姓・広田さくら。第二回(7月)のゲストは、松本浩代。第三回(9月)のゲストは、DASH・チサコ。第四回(9月)のゲストはSareee。第五回(10月)のゲストはコマンド・ボリショイ。第六回(12月)のゲストは下野佐和子。
- 2015年
  - 1月の仙台大会で復帰戦。
  - 8月25日、結婚引退を発表。
- 2016年
  - 1月17日最終戦。センダイガールズワールドタッグチームチャンピオンシップの王座をかけ岩田美香&橋本千紘を相手に対戦し岩田にムーンサルトプレスを決めて勝利。全試合後に行われたバトルロイヤルではチサコのホルモン・スプラッシュで敗れる。全試合後には夫やお笑いトリオのパンサーなどが登場。

十文字姉妹での戦歴はDASH・チサコ#十文字姉妹としての戦歴の欄を参照。

## タイトル歴
- じゃじゃ馬トーナメント優勝

## 得意技
- DDT
- セントーン
- ジャーマン・スープレックス
- チキンウィングアームロック

## 入場テーマ曲
- 「Girls Just Want to Have Fun」（シンディ・ローパー）